# One Museum Park
One Museum Park es un rascacielos situado en Chicago, Estados Unidos. Fue diseñado por la firma de arquitectura de Chicago Pappageorge Haymes, Ltd. y está ubicado en el barrio de Near South Side.

## Vista general

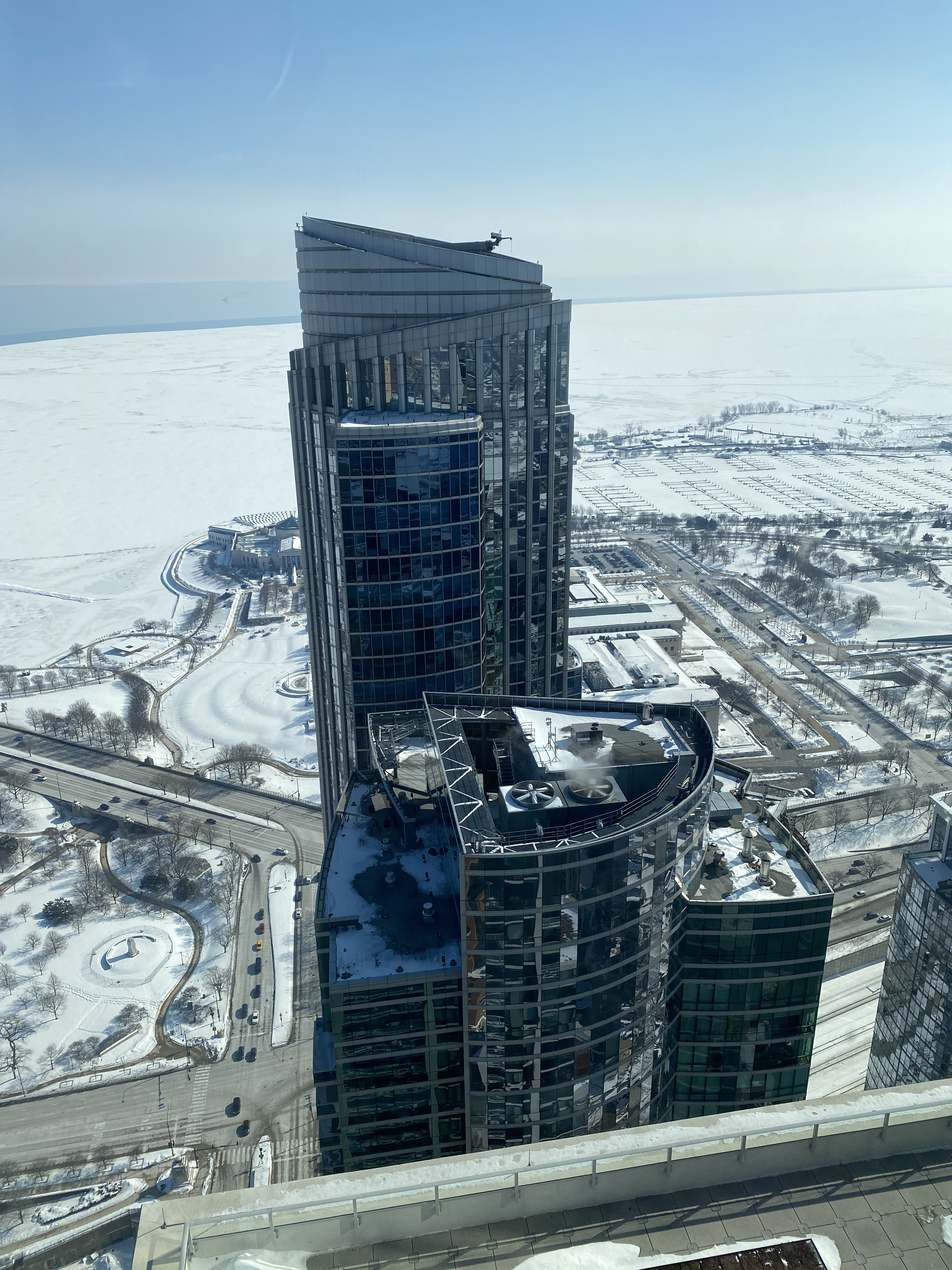
One Museum Park

One Museum Park es el edificio más alto del proyecto Central Station, en South Side de Chicago y en Chicago al sur de Van Buren Street. También es el edificio completamente residencial más alto de Chicago y el segundo en Estados Unidos, sobrepasado solo por Trump World Tower en Nueva York.
Museum Park es un complejo de varias torres residenciales dentro del proyecto de Central Station en el extremo sur de Grant Park, al otro lado de Lake Shore Drive desde Museum Campus de Chicago. La construcción de One Museum Park fue seguida por The Grant, de 54 plantas, directamente al oeste de la esquina de Roosevelt Road con Indiana Avenue.

## Educación
El edificio está asignado a colegios en las Escuelas Públicas de Chicago.
- South Loop Elementary School[3]
- Phillips Academy High School

## Galería de imágenes

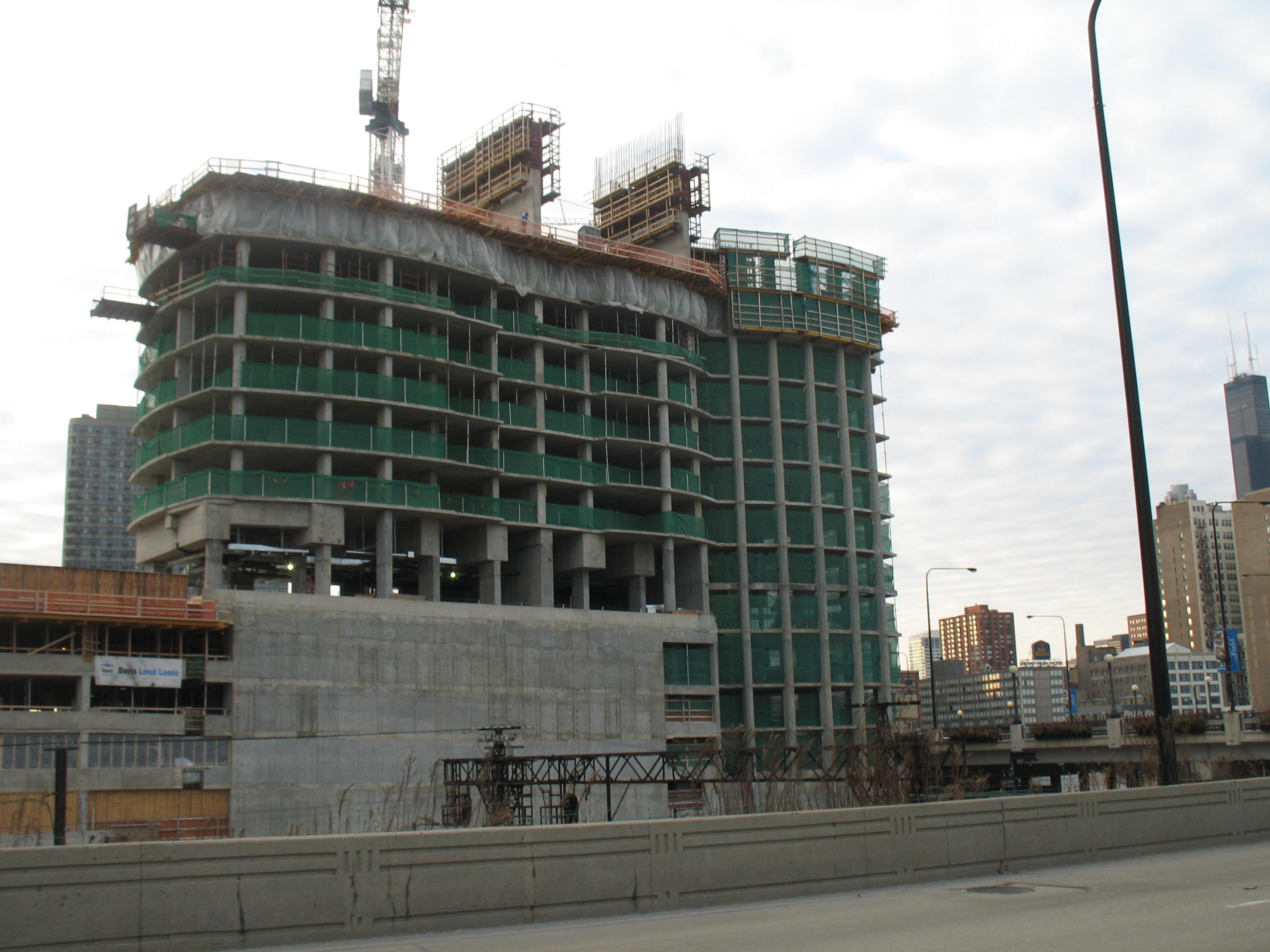
La construcción el 10 de enero de 2007
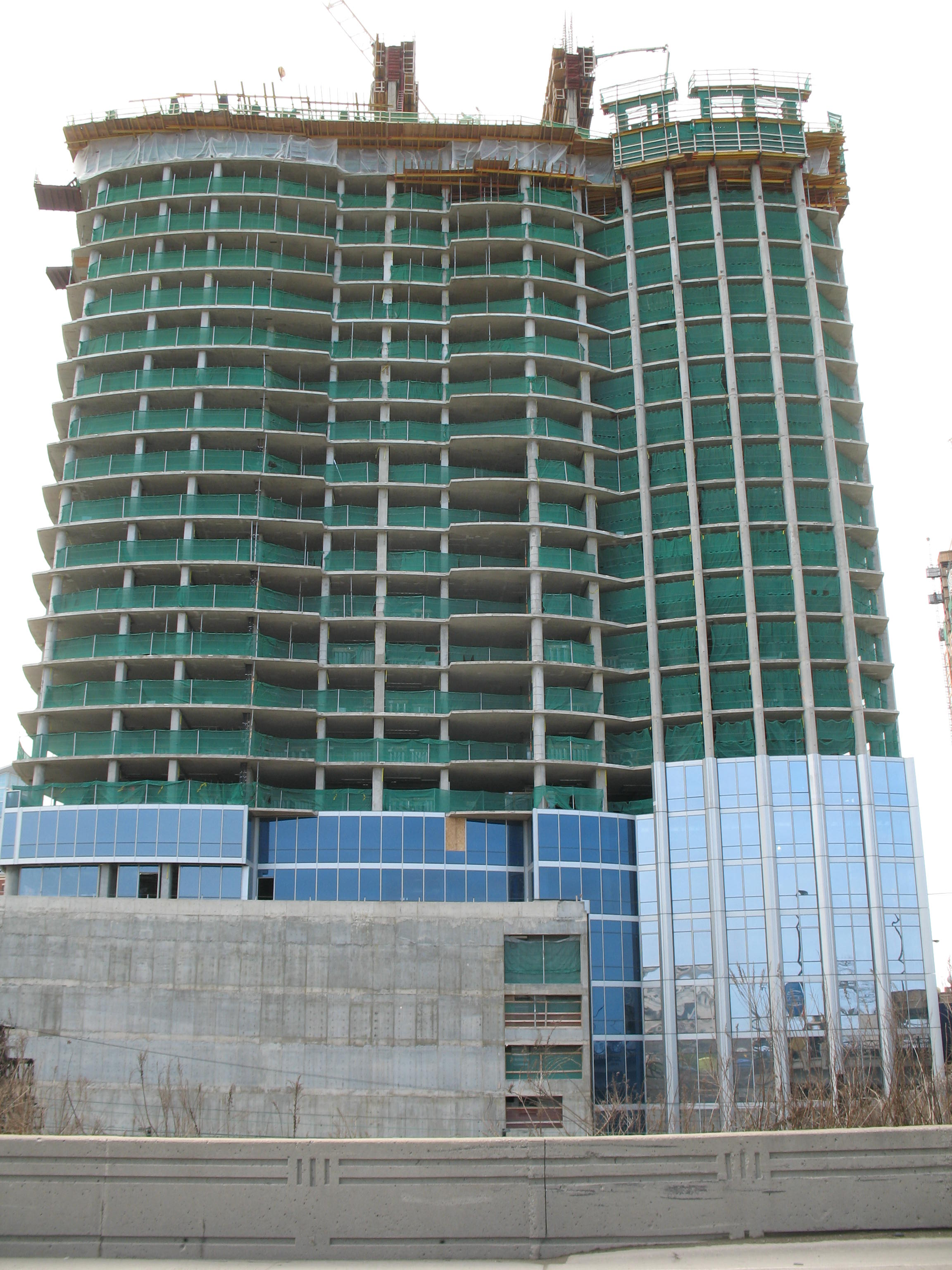
La construcción el 29 de marzo de 2007
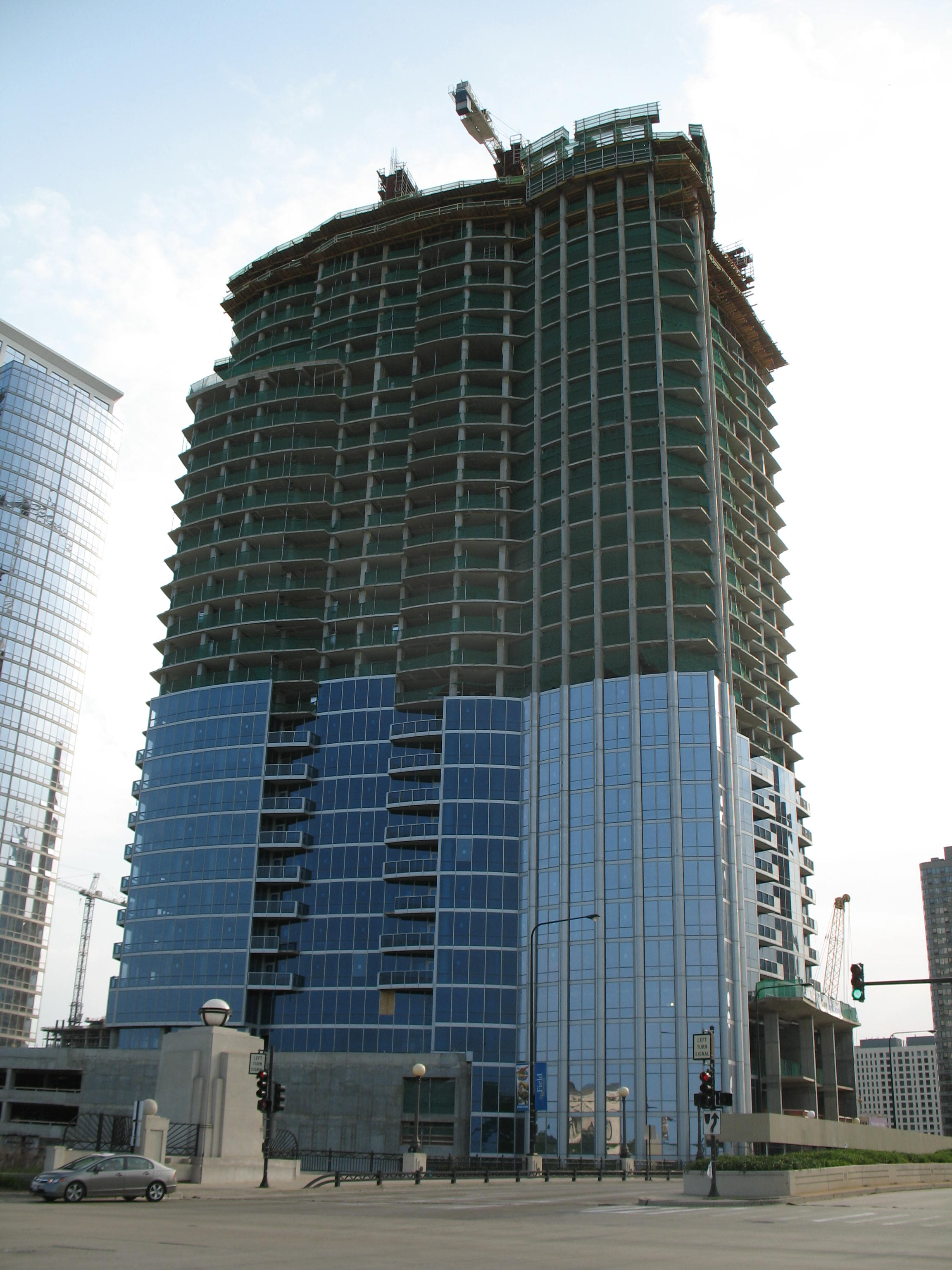
La construcción el 28 de mayo de 2007
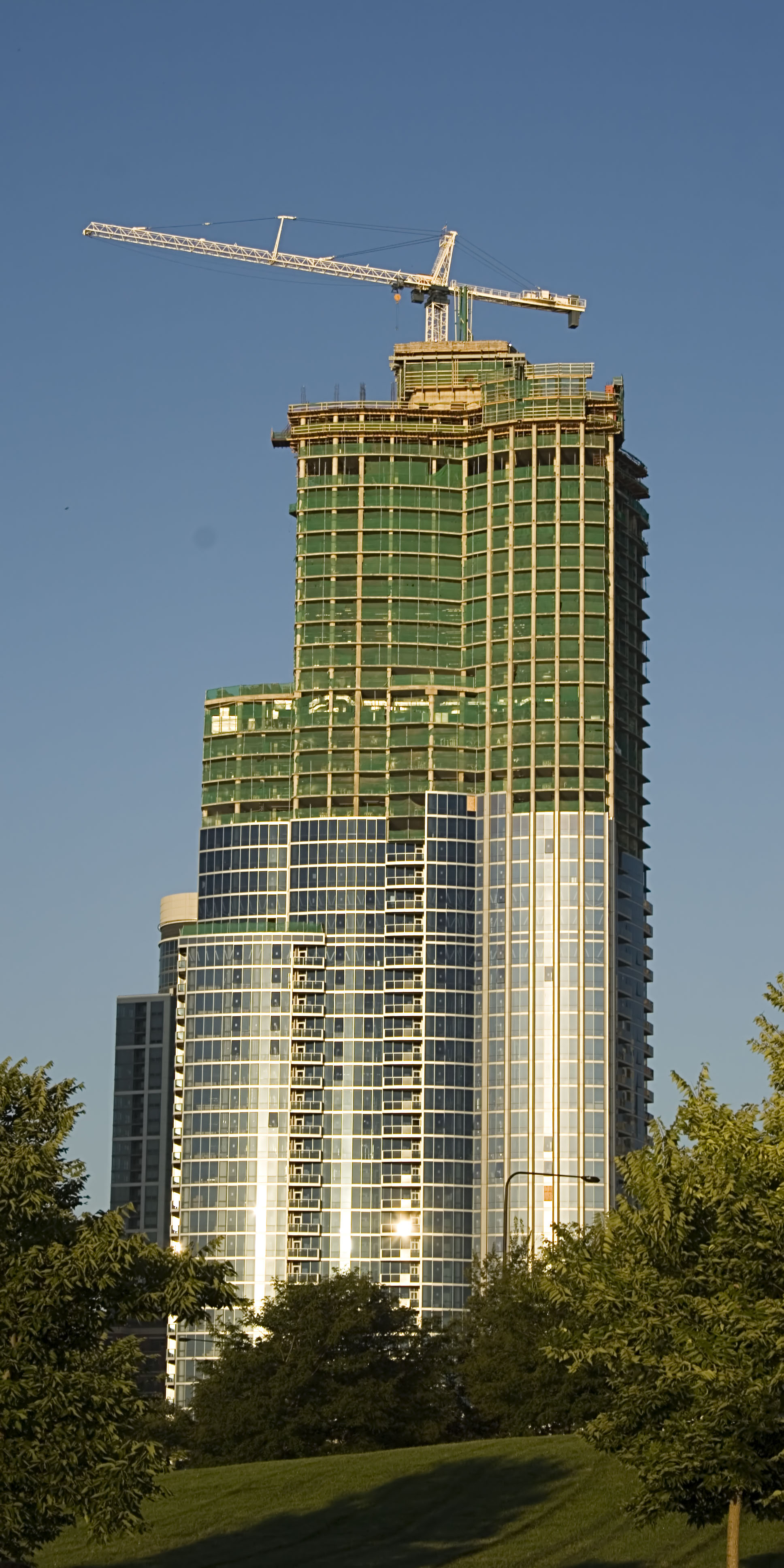
Vista desde Chicago Lakeshore el 26 de agosto de 2007
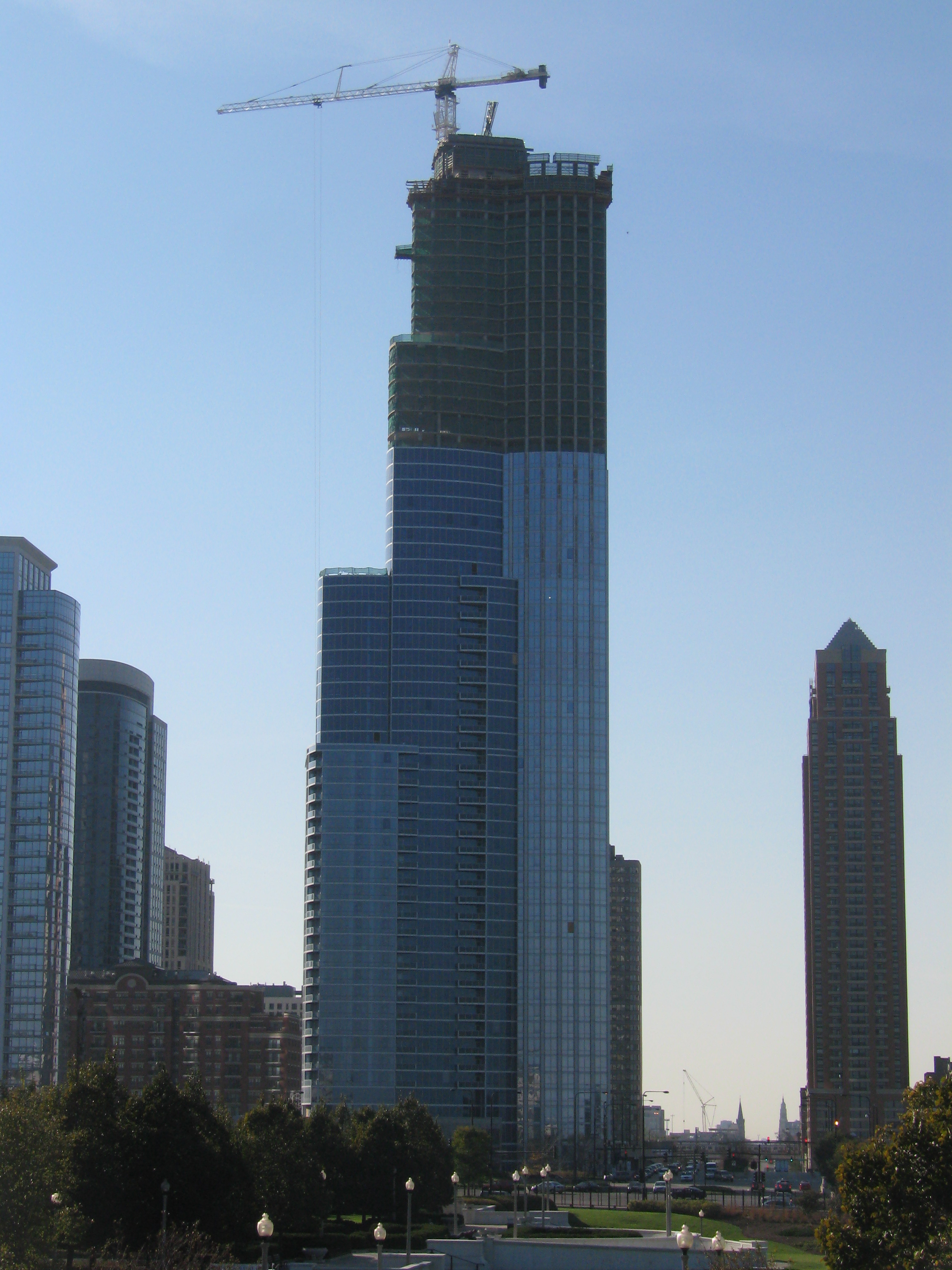
Vista desde Shedd Aquarium el 29 de octubre de 2007
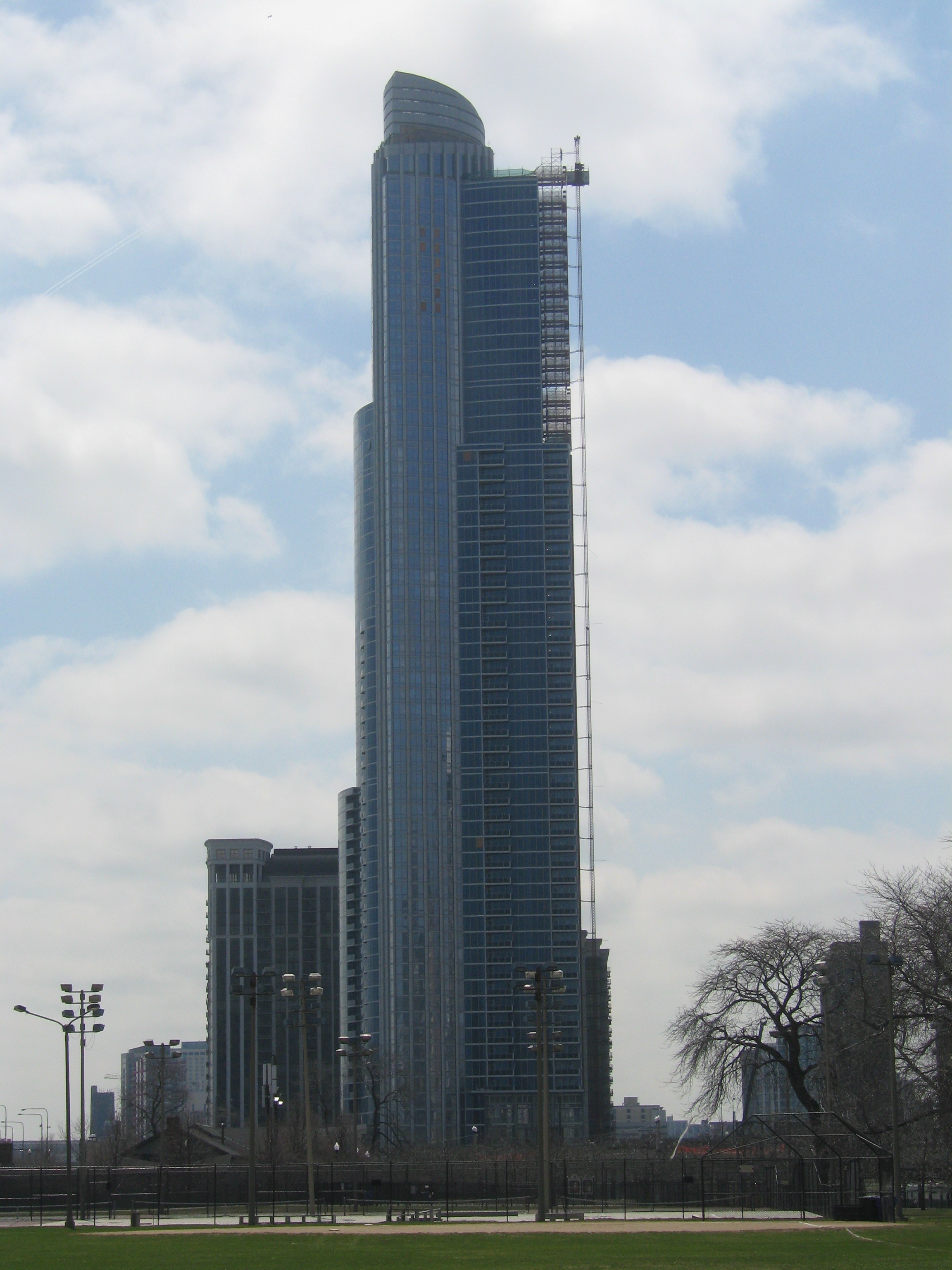
La construcción en abril de 2008
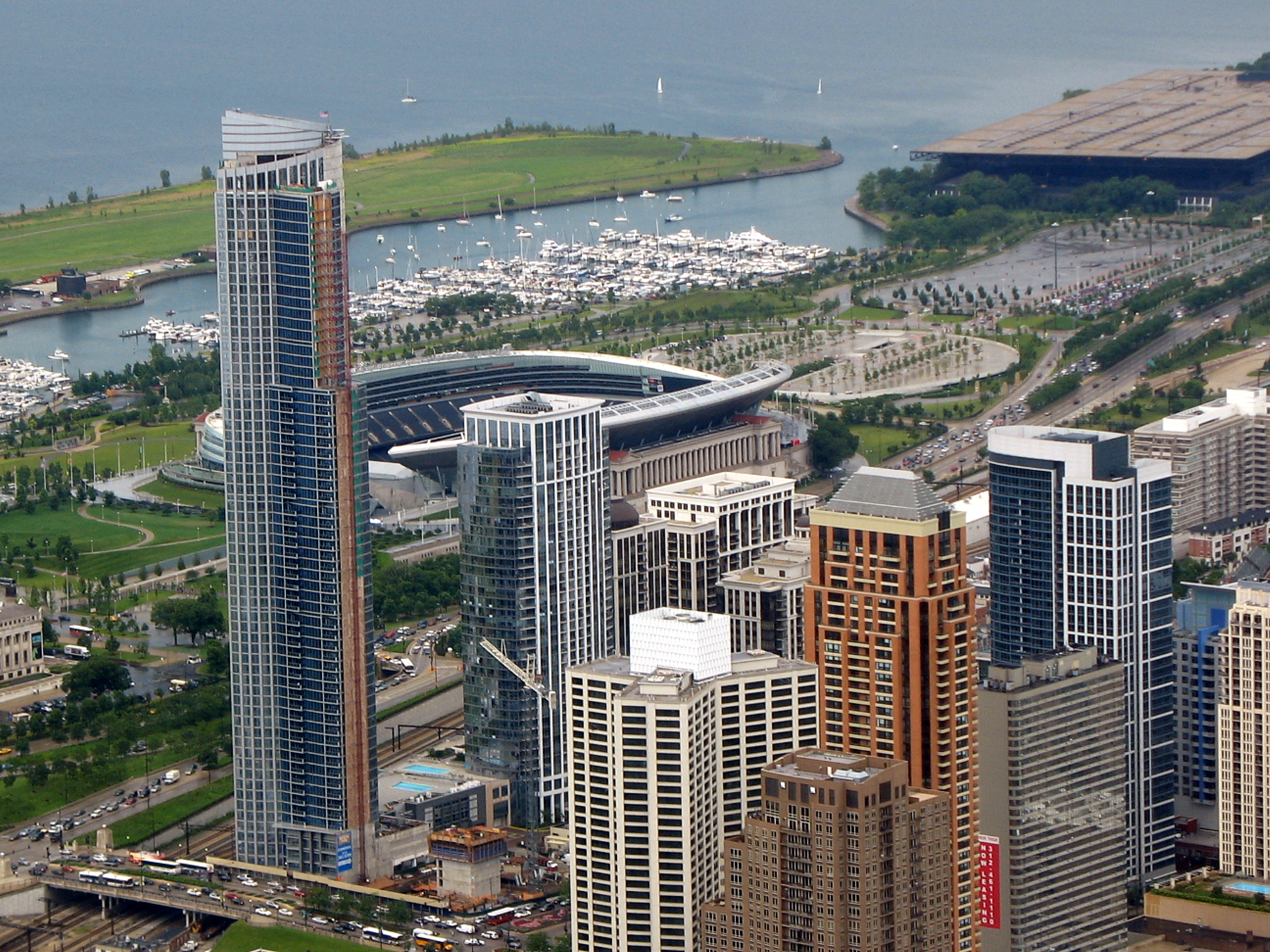
Vista desde Willis Tower Skydeck
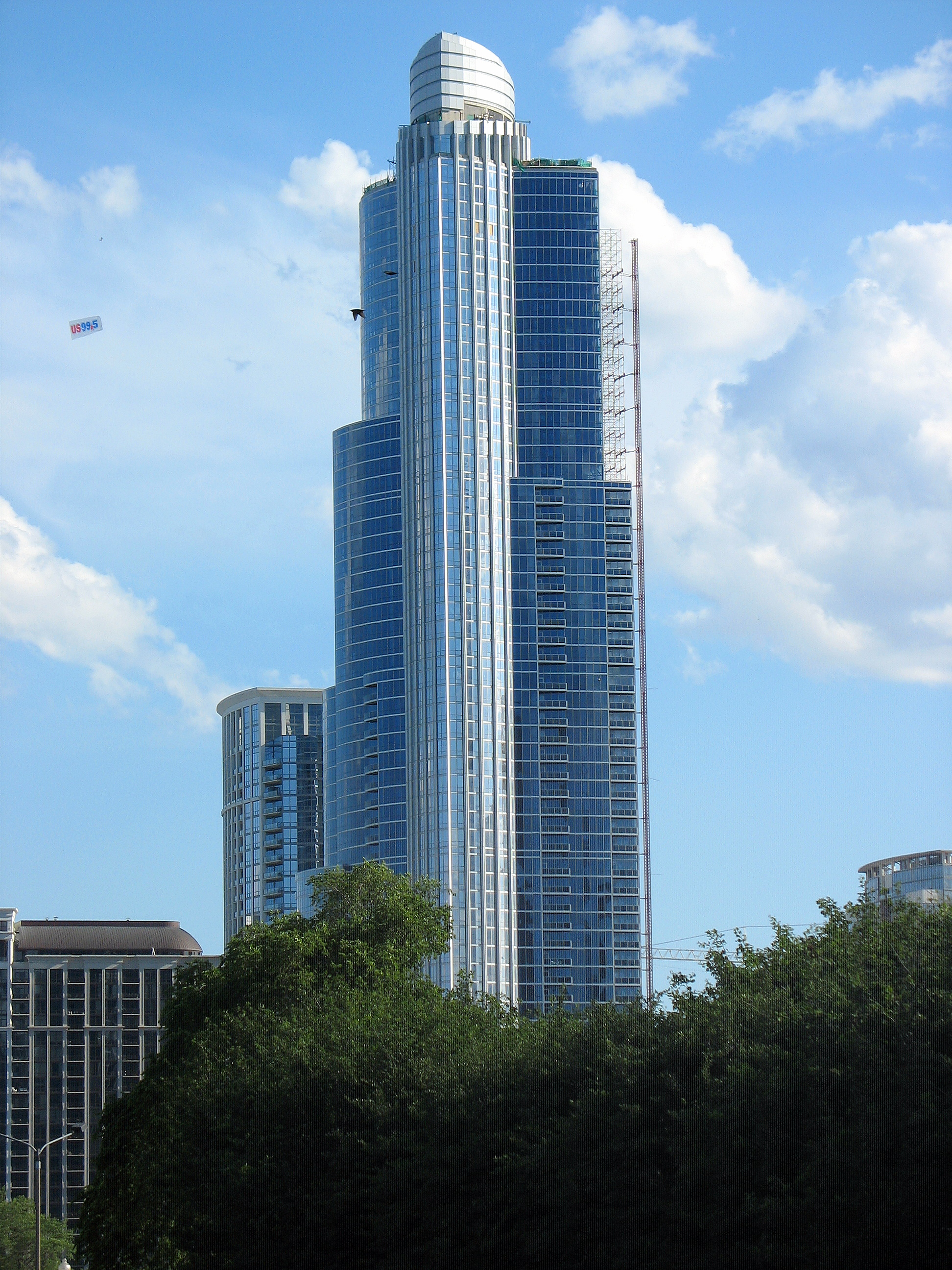
One Museum Park